# 吉沢仁太郎
吉沢 仁太郎（よしざわ にたろう、1890年12月8日 - 1956年10月24日）は、日本の政治家。衆議院議員（1期）。

## 経歴
新潟県出身。農業と薬酒製造を営む。古志郡上組村（のち宮内町、現・長岡市）議、同村長、新潟県議、同参事会員、村農業会長、新潟県食酢工業組合、中越売薬工業組合各理事長、新潟県村長会長、全国町村会副会長、新潟県信用農業協同組合、同国民健康保険団体各連合会会長、関東糠油、灘鉄工所、埼玉糠油、新潟銘醸各(株)取締役社長などを歴任する。
1946年の第22回衆議院議員総選挙において大選挙区制の新潟2区から日本進歩党公認で立候補して当選する。党内では常任幹事となった。翌1947年の第23回衆議院議員総選挙には出馬しなかった。1956年死去。